# Radrennbahn Rostock

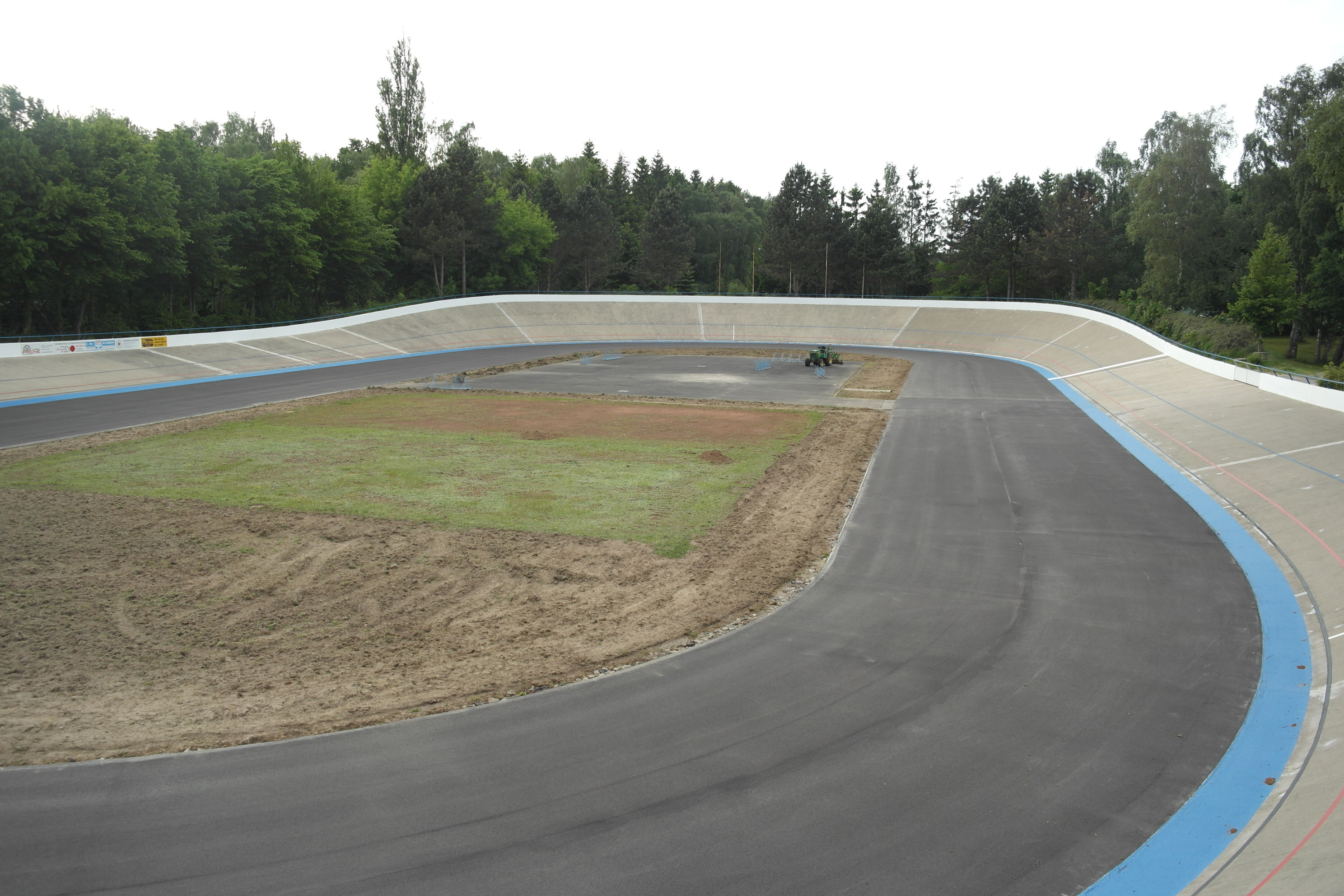
Radrennbahn in Rostock

Die Radrennbahn Rostock befindet sich in der Stadt Rostock in Mecklenburg-Vorpommern. Sie liegt in einem Komplex von Sportanlagen am Damerower Weg im Südwesten der Stadt in der Nähe des Barnstorfer Waldes und des Neuen Friedhofs am Rande des Rostocker Ortsteils Südstadt.
Die Bahn wurde zwischen 1983 und 1986 erbaut, unter anderen konzipiert von dem Bauingenieur Ulrich Müther. Sie ist aus Beton, 250 Meter lang und offen. Ihre Kurvenüberhöhung beträgt rund 38 Grad. Sie dient dem Radsportverband Mecklenburg-Vorpommern vor allem als Trainingsstätte. Der mehrfache Olympiasieger und Weltmeister im Bahnradsport Stefan Nimke begann hier seine Karriere, und auch Jan Ullrich fuhr hier erste Bahnrennen.